# Mongolië op de Olympische Spelen
Mongolië is een van de landen die deelneemt aan de Olympische Spelen. Mongolië debuteerde op de Winterspelen van 1964. In datzelfde jaar kwam het voor het eerst uit op de Zomerspelen.
In 2022 nam Mongolië voor de vijftiende keer deel aan de Winterspelen, Parijs 2024 was de vijftiende deelname aan de Zomerspelen.

## Medailles en deelnames
Er werden 30 medailles gewonnen, alle op de Zomerspelen. Deze werden in het judo (11), bij het worstelen (11), boksen (6) en in de schietsport (2) behaald. Munkhbayar Dorjsuren (1992), Gundegmaa Otryad (2008), Battsetseg Soronzonboldyn (2012), Sumiyaa Dorjsürengiin (2016) en Urantsetseg Munkhbat en Bat-Ochiryn Bolortuyaa (2020) zijn de zes vrouwen die een medaille behaalden.
De gouden medaille in 2008 van Tuvshinbayar Naidan in het judo bij de halfzwaargewichten (-100 kg) was de eerste gouden medaille die Mongolië won op de Spelen. Totdat deze medaille werd gewonnen, was Mongolië het land met de meeste medailles zonder dat daar goud bij was. De Filipijnen nam deze ‘titel’ over. Naidan is ook de enige meervoudige medaillewinnaar, in 2012 won hij een zilveren medaille.

### Overzicht
De tabel geeft een overzicht van de jaren waarin werd deelgenomen, het aantal gewonnen medailles en de eventuele plaats in het medailleklassement.
| Zomerspelen | Zomerspelen | Zomerspelen | Zomerspelen | Zomerspelen | Zomerspelen |        | Winterspelen | Winterspelen | Winterspelen | Winterspelen | Winterspelen | Winterspelen |
| Jaar        | Goud        | Zilver      | Brons       | Totaal      | Rang        | Jaar   | Goud         | Zilver       | Brons        | Totaal       | Rang         |              |
| 1964        | 0           | 0           | 0           | 0           | -           | 1964   | 0            | 0            | 0            | 0            | -            |              |
| 1968        | 0           | 1           | 3           | 4           | 34          | 1968   | 0            | 0            | 0            | 0            | -            |              |
| 1972        | 0           | 1           | 0           | 1           | 33          | 1972   | 0            | 0            | 0            | 0            | -            |              |
| 1976        | 0           | 1           | 0           | 1           | 34          | 1976   | -            | -            | -            | -            | -            |              |
| 1980        | 0           | 2           | 2           | 4           | 27          | 1980   | 0            | 0            | 0            | 0            | -            |              |
| 1984        | -           | -           | -           | -           | -           | 1984   | 0            | 0            | 0            | 0            | -            |              |
| 1988        | 0           | 0           | 1           | 1           | 46          | 1988   | 0            | 0            | 0            | 0            | -            |              |
| 1992        | 0           | 0           | 2           | 2           | 52          | 1992   | 0            | 0            | 0            | 0            | -            |              |
| 1996        | 0           | 0           | 1           | 1           | 71          | 1994   | 0            | 0            | 0            | 0            | -            |              |
| 2000        | 0           | 0           | 0           | 0           | -           | 1998   | 0            | 0            | 0            | 0            | -            |              |
| 2004        | 0           | 0           | 1           | 1           | 71          | 2002   | 0            | 0            | 0            | 0            | -            |              |
| 2008        | 2           | 2           | 0           | 4           | 31          | 2006   | 0            | 0            | 0            | 0            | -            |              |
| 2012        | 0           | 2           | 3           | 5           | 56          | 2010   | 0            | 0            | 0            | 0            | -            |              |
| 2016        | 0           | 1           | 1           | 2           | 67          | 2014   | 0            | 0            | 0            | 0            | -            |              |
| 2020        | 0           | 1           | 3           | 4           | 71          | 2018   | 0            | 0            | 0            | 0            | -            |              |
| 2024        | 0           | 1           | 0           | 1           | 74          | 2022   | 0            | 0            | 0            | 0            | -            |              |
| Totaal      | 2           | 12          | 17          | 31          |             | Totaal | 0            | 0            | 0            | 0            |              |              |
| Tot. Z+W    | 2           | 12          | 17          | 31          |             |        |              |              |              |              |              |              |

### Per deelnemer

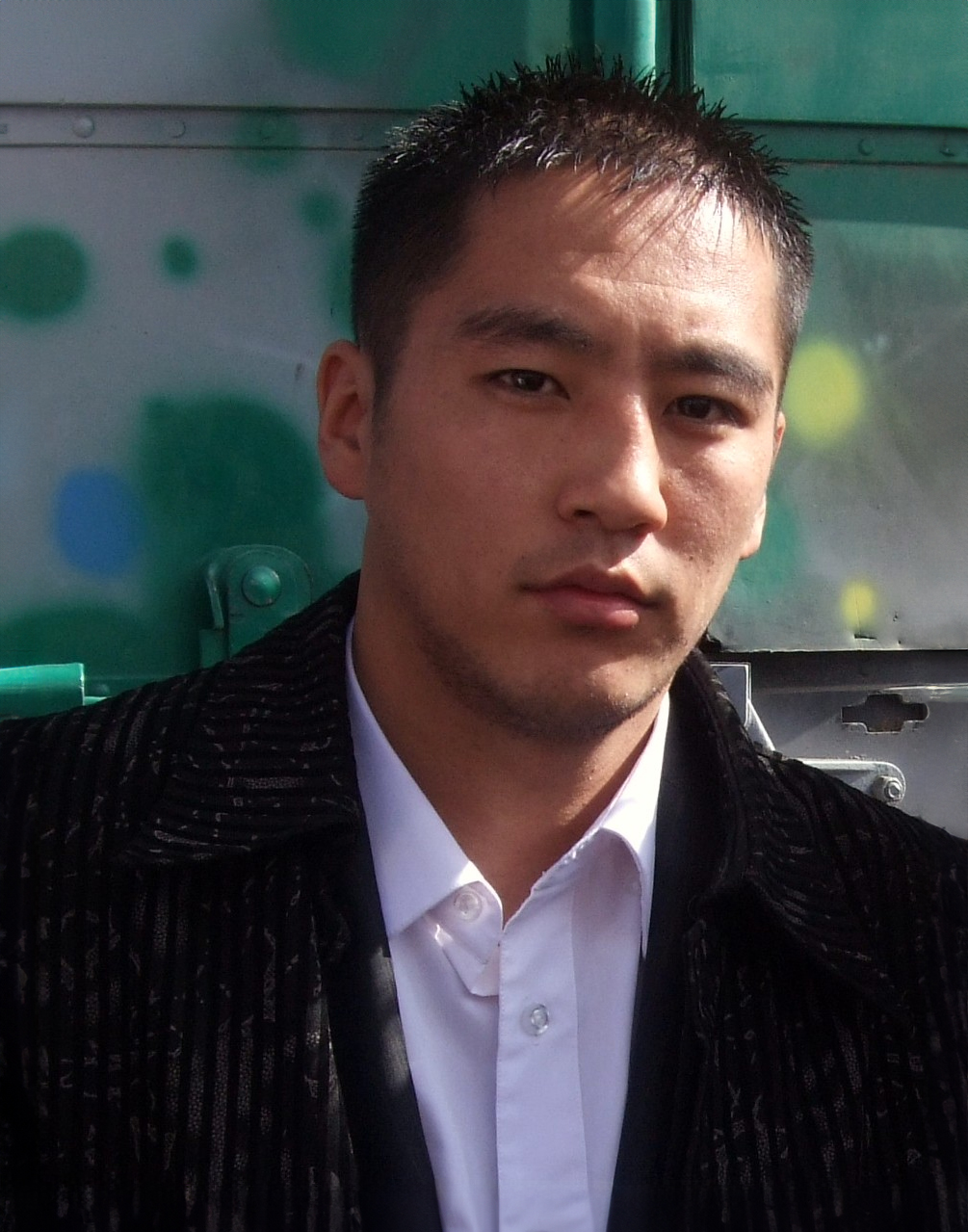
Badar-Uugan Enkhbat

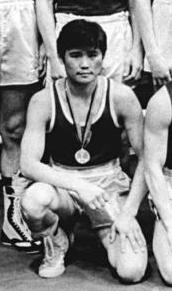
Nerguin Enkhbat

| Editie | Sport       | Olympiër                     | Onderdeel                               | Medaille |
| ------ | ----------- | ---------------------------- | --------------------------------------- | -------- |
| 1968   | Worstelen   | Chimedbazaryn Damdinsharav * | vrije stijl, vlieggewicht () (m)        | Brons    |
| 1968   | Worstelen   | Sereeter Danzandarjaa        | vrije stijl, lichtgewicht (m)           | Brons    |
| 1968   | Worstelen   | Tömöriin Artag *             | vrije stijl, weltergewicht (m)          | Brons    |
| 1968   | Worstelen   | Jigjidiin Mönkhbat           | vrije stijl, middengewicht (m)          | Zilver   |
| 1972   | Worstelen   | Khorloogiin Bayanmönkh       | vrije stijl, zwaargewicht (m)           | Zilver   |
| 1976   | Worstelen   | Zevegiin Oidov               | vrije stijl, vedergewicht (m)           | Zilver   |
| 1980   | Judo        | Tsendiin Damdin              | halflichtgewicht (m)                    | Zilver   |
| 1980   | Judo        | Ravdangiin Davaadalai        | lichtgewicht (m)                        | Brons    |
| 1980   | Worstelen   | Jamtsyn Davaajav             | vrije stijl, weltergewicht (m)          | Zilver   |
| 1980   | Worstelen   | Dugarsürengiin Oyuunbold     | vrije stijl, bantamgewicht (m)          | Brons    |
| 1988   | Worstelen   | Nergüin Enkhbat              | vrije stijl, lichtgewicht (m)           | Brons    |
| 1992   | Boksen      | Namjilyn Bayarsaikhan        | lichtgewicht (m)                        | Brons    |
| 1992   | Schietsport | Munkhbayar Dorjsuren         | 25 m sportpistool (v)                   | Brons    |
| 1996   | Judo        | Dorjpalamyn Narmandakh       | extra-lichtgewicht (m)                  | Brons    |
| 2004   | Judo        | Khashbaataryn Tsagaanbaatar  | extra-lichtgewicht (m)                  | Brons    |
| 2008   | Boksen      | Serdamba Purevdorj           | lichtvlieggewicht (-48 kg) (m)          | Zilver   |
| 2008   | Boksen      | Badar-Uugan Enkhbat          | bantamgewicht (-54 kg) (m)              | Goud     |
| 2008   | Judo        | Tuvshinbayar Naidan          | halfzwaargewicht (-100 kg) (m)          | Goud     |
| 2008   | Schietsport | Gundegmaa Otryad             | 25 m sportpistool (v)                   | Zilver   |
| 2012   | Boksen      | Tugstsogt Nyambayar          | vlieggewicht (-52 kg) (m)               | Zilver   |
| 2012   | Boksen      | Munkh-Erdene Uranchimeg      | halfweltergewicht (-64 kg) (m)          | Brons    |
| 2012   | Judo        | Tuvshinbayar Naidan          | halfzwaargewicht (-100 kg) (m)          | Zilver   |
| 2012   | Judo        | Nyam-Ochir Sainjargal        | lichtgewicht (-73 kg) (m)               | Brons    |
| 2012   | Worstelen   | Battsetseg Soronzonboldyn    | vrije stijl, middegewicht (-63 kg) (v)  | Brons    |
| 2016   | Judo        | Sumiyaa Dorjsürengiin        | lichtgewicht (-57) kg (v)               | Zilver   |
| 2016   | Boksen      | Otgondalai Dorjnyambuu       | lichtgewicht (-60 kg) (m)               | Brons    |
| 2020   | Judo        | Tsogtbaatar Tsend-Ochir      | lichtgewicht (-73 kg) (m)               | Brons    |
| 2020   | Judo        | Saeid Mollaei                | halfmiddengewicht (-81 kg) (m)          | Zilver   |
| 2020   | Judo        | Urantsetseg Munkhbat         | extra lichtgewicht (-48 kg) (v)         | Brons    |
| 2020   | Worstelen   | Bat-Ochiryn Bolortuyaa       | vrije stijl, bantamgewicht (-53 kg) (v) | Brons    |

* 1968: De namen van twee medaillewinnaars uit 1968 wijkt af van die uit de medailledatabase van het IOC. Zo noemt die Surenjav Sukhbataar als bronzen medaillist bij het worstelen vrije stijl vlieggewicht en Dagvasuren Purev bij het weltergewicht. De gegevens uit deze tabel zijn overgenomen van de lijst van het Mongolisch Olympisch Comité
Afghanistan · Albanië · Algerije · Amerikaans-Samoa · Amerikaanse Maagdeneilanden · Andorra · Angola · Antigua en Barbuda · Argentinië · Armenië · Aruba · Australië · Azerbeidzjan · Bahama's · Bahrein · Bangladesh · Barbados · België · Belize · Benin · Bermuda · Bhutan · Bolivia · Bosnië en Herzegovina · Botswana · Brazilië · Britse Maagdeneilanden · Brunei · Bulgarije · Burkina Faso · Burundi · Cambodja · Canada · Centraal-Afrikaanse Republiek · Chili · China · Chinees Taipei · Colombia · Comoren · Congo-Brazzaville · Congo-Kinshasa · Cookeilanden · Costa Rica · Cuba · Cyprus · Denemarken · Djibouti · Dominica · Dominicaanse Republiek · Duitsland · Ecuador · Egypte · El Salvador · Equatoriaal-Guinea · Eritrea · Estland · Ethiopië · Fiji · Filipijnen · Finland · Frankrijk · Gabon · Gambia · Georgië · Ghana · Grenada · Griekenland · Groot-Brittannië · Guam · Guatemala · Guinee · Guinee-Bissau · Guyana · Haïti · Honduras · Hongarije · Hongkong · Ierland · IJsland · India · Indonesië · Irak · Iran · Israël · Italië · Ivoorkust · Jamaica · Japan · Jemen · Jordanië · Kaaimaneilanden · Kaapverdië · Kameroen · Kazachstan · Kenia · Kirgizië · Kiribati · Koeweit · Kosovo · Kroatië · Laos · Lesotho · Letland · Libanon · Liberia · Libië · Liechtenstein · Litouwen · Luxemburg · Madagaskar · Malawi · Malediven · Maleisië · Mali · Malta · Marokko · Marshalleilanden · Mauritanië · Mauritius · Mexico · Micronesië · Moldavië · Monaco · Mongolië · Montenegro · Mozambique · Myanmar · Namibië · Nauru · Nederland · Nepal · Nicaragua · Nieuw-Zeeland · Niger · Nigeria · Noord-Korea · Noord-Macedonië · Noorwegen · Oeganda · Oekraïne · Oezbekistan · Oman · Oost-Timor · Oostenrijk · Pakistan · Palau · Palestina · Panama · Papoea-Nieuw-Guinea · Paraguay · Peru · Polen · Portugal · Puerto Rico · Qatar · Roemenië · Rusland · Rwanda · Saint Kitts en Nevis · Saint Lucia · Saint Vincent en de Grenadines · Salomonseilanden · Samoa · San Marino · Saoedi-Arabië · Sao Tomé en Principe · Senegal · Servië · Seychellen · Sierra Leone · Singapore · Slovenië · Slowakije · Somalië · Spanje · Sri Lanka · Soedan · Suriname · Swaziland · Syrië · Tadzjikistan · Tanzania · Thailand · Togo · Tonga · Trinidad en Tobago · Tsjaad · Tsjechië · Tunesië · Turkije · Turkmenistan · Tuvalu · Uruguay · Vanuatu · Venezuela · Verenigde Arabische Emiraten · Verenigde Staten · Vietnam · Wit-Rusland · Zambia · Zimbabwe · Zuid-Afrika · Zuid-Korea · Zuid-Soedan · Zweden · Zwitserland
Historische landen: Bohemen · Bondsrepubliek Duitsland · Brits-Indië · Duitse Democratische Republiek · Joegoslavië · Malaya · Nederlandse Antillen · Noord-Borneo · Noord-Jemen · Saarland · Servië en Montenegro · Sovjet-Unie · Tsjecho-Slowakije · West-Indische Federatie · Zuid-Jemen
Bijzondere deelnames: Onafhankelijke olympische atleten · Vluchtelingenteam 
 Australazië · Duits Eenheidsteam · Gemengd team · Gezamenlijk Team